# Kenny Johnson

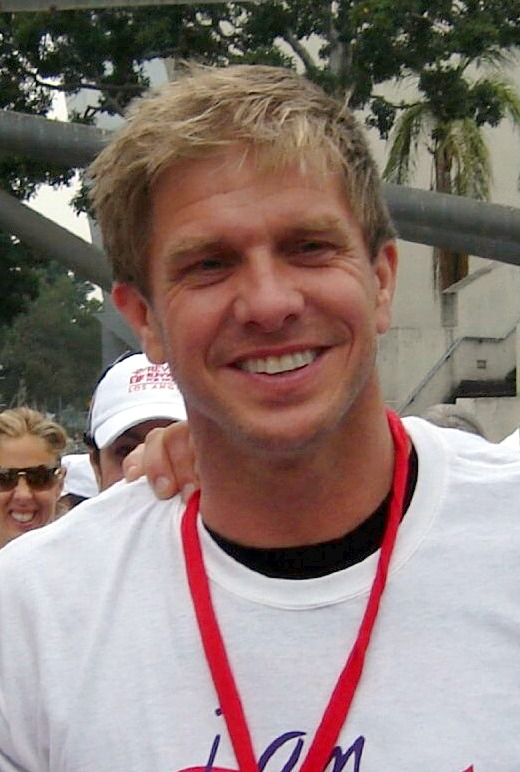
Kenny Johnson (2007)

Kenneth Allen „Kenny“ Johnson (* 13. Juli 1963 in New Haven, Connecticut) ist ein US-amerikanischer Schauspieler.

## Leben
Johnson ist seit 1990 als Schauspieler tätig. Hauptsächlich spielte er in US-Fernsehfilmen und Fernsehserien. Auch in größeren Filmen wie Zweite Liga – Die Indianer von Cleveland sind zurück oder Blade war er in kleineren Rollen zu sehen. Seine erste größere Rolle hatte er als Butch „Burner“ Barnes in der Fernsehserie Pensacola – Flügel aus Stahl, die er ab 1998 in 27 Folgen innehatte.
Seinen endgültigen Durchbruch hatte Johnson mit der FX-Krimiserie The Shield. Er spielte in den ersten fünf Staffeln der Serie den Detective Curtis „Lem“ Lemansky. Im Anschluss gehörte er als Ham Dewey zur Hauptbesetzung von Saving Grace.
Ab 2009 war er zusätzlich wiederkehrend als Kozik in der FX-Serie Sons of Anarchy zu sehen. Auch in der NBC-Krimiserie Prime Suspect hatte er als Matt Webb eine größere Rolle inne.
Neben seiner Schauspieltätigkeit führte Johnson 2008 bei dem Kurzfilm I Heard the Mermaids Singing zusammen mit der Schauspielerin Victoria Charters die Regie; beide spielten auch die Hauptrollen. Für den Kurzfilm wurden sie 2008 beim Park City Film Music Festival (Park City, Utah) und dem Great Lakes Film Festival (Erie, Pennsylvania) ausgezeichnet.
Johnson ist seit Ende 2005 mit Cathleen Oveson verheiratet, die sporadisch auch als Schauspielerin tätig ist und auch bereits in jeweils einer Folge von The Shield und Saving Grace neben Johnson mitwirkte. Beide sind Eltern eines Kindes.

## Filmografie (Auswahl)
- 1990: Mirage (Film)
- 1996: Pacific Blue – Die Strandpolizei (Pacific Blue, Fernsehserie, Folge 1x04)
- 1998: Zweite Liga – Die Indianer von Cleveland sind zurück (Major League: Back to the Minors)
- 1998: Blade
- 1998–2000: Pensacola – Flügel aus Stahl (Pensacola: Wings of Gold, Fernsehserie, 27 Folgen)
- 2002–2007: The Shield – Gesetz der Gewalt (The Shield, Fernsehserie, 66 Folgen)
- 2005: Smallville (Fernsehserie, Folge 5x02)
- 2006: Cold Case – Kein Opfer ist je vergessen (Cold Case, Fernsehserie, 5 Folgen)
- 2006: Desolation Canyon (Fernsehfilm)
- 2007–2010: Saving Grace (Fernsehserie, 46 Folgen)
- 2008: I Heard the Mermaids Singing (Kurzfilm, auch Regie)
- 2009–2011: Sons of Anarchy (Fernsehserie, 12 Folgen)
- 2011: Law & Order: Special Victims Unit (Fernsehserie, Folge 12x14)
- 2011–2012: Prime Suspect (Fernsehserie, 13 Folgen)
- 2012: The Mentalist (Fernsehserie, Folge 4x22)
- 2012: Burn Notice (Fernsehserie, 3 Folgen)
- 2013: Dexter (Fernsehserie, 3 Folgen)
- 2014: Castle (Fernsehserie, Folge 6x17)
- 2014: Motive (Fernsehserie, Folge 2x13)
- 2014: Covert Affairs (Fernsehserie, 3 Folgen)
- 2014–2015: Chicago Fire (Fernsehserie, 7 Folgen)
- 2014–2017: Bates Motel (Fernsehserie, 18 Folgen)
- 2015: Die Vorsehung (Solace)
- 2016: Secrets and Lies (Fernsehserie, 10 Folgen)
- 2017–2024: S.W.A.T. (Fernsehserie, 112 Folgen)
- 2021: Mayor of Kingstown (Fernsehserie, 3 Folgen)